# Aurelio González Puente
Aurelio González Puente (Trucíos, 26 de julio de 1940), es un exciclista español, recordado principalmente por haber sido el ganador del Gran Premio de la Montaña en el Tour de Francia de 1968.
Aurelio González nació en la localidad de Trucíos (actualmente Trucíos-Turtzioz), un enclave de Encartaciones dentro de la provincia vasca de Vizcaya en España. Como corredor se formó en el País Vasco.
Fue ciclista profesional entre 1964 y 1970 formando parte durante todos esos años del potente equipo ciclista vasco Kas. Fue ganador de etapas en la Dauphiné Libére (1966), Giro de Italia (1967), Tour de Francia y Vuelta a Suiza (1968). 
Sin embargo es recordado principalmente por haber sido un experto en la disputa del Premio de la Montaña, en las pruebas por etapas en las que tomaba parte. Fue el ganador del maillot de la montaña en el Giro de Italia (1967) y Tour de Francia (1968), entre otras pruebas. 
En las Grandes Vueltas destaca el tercer puesto que obtuvo en la Vuelta ciclista a España 1967, el año de su debut en esta prueba, a 1m45s del holandés Jan Janssen. En 1968 se retiró, en 1969 fue 25º y en 1970 11.º.
En el Giro de Italia tomó parte en la edición de 1967, donde además de ganar una etapa y el premio de la montaña fue 11.º en la general. En el Tour de Francia tomó parte en tres ediciones, siendo 24º en 1966, 13.º en 1968 y 25º en 1970.
Tras retirarse del ciclismo, ha permanecido desvinculado de este deporte.

## Palmarés
| 1966 - 1 etapa en la Dauphiné Libéré - Campeón de España por Regiones 1967 - 1 etapa del Giro de Italia y clasificación de la montaña - Campeón de España por Regiones | 1968 - 1 etapa de la Vuelta a Suiza - 1 etapa del Tour de Francia y Premio de la Montaña |

## Resultados en Grandes Vueltas y Campeonato del Mundo
Durante su carrera deportiva ha conseguido los siguientes puestos en las Grandes Vueltas y en los Campeonatos del Mundo en carretera:
| Carrera         | 1964 | 1965 | 1966 | 1967 | 1968 | 1969 | 1970 |
| --------------- | ---- | ---- | ---- | ---- | ---- | ---- | ---- |
| Giro de Italia  | -    | -    | -    | 11.º | -    | -    | -    |
| Tour de Francia | -    | -    | 24º  | -    | 13.º | Ab.  | 25º  |
| Vuelta a España | -    | -    | -    | 3º   | Ab.  | 25º  | 11.º |
| Mundial en Ruta | -    | -    | -    | -    | -    | -    | -    |

-: No participa

Ab.: Abandono